# Massacre de Koulogon
Massacre de Koulogon ocorreu em 1 de janeiro de 2019, durante a Guerra Civil do Mali, sendo perpetrado na aldeia peúle de Koulogon, perto de Koulogon Habbé, no centro do Mali, por milicianos dogons.

## Contexto
Em 2015, a região de Mopti, no centro de Mali, tornou-se palco de ataques jihadistas com o aparecimento da Katiba Macina, liderada pelo pregador peúle, Amadou Koufa. Porém a partir de 2017, a violência assume um caráter intercomunitário, opondo dogons e bambaras (tradicionalmente agricultores) aos peúles (tradicionalmente pastores), e que são amalgamados com os jihadistas. Milícias são formadas, como a Aliança para a Salvação do Sahel (ASS), pelos peúles, e Dan na Amassagou, que inclui caçadores dozos dogons. Durante o ano de 2018, este conflito intercomunitário causa a morte de mais de 500 civis, segundo a ONU.

## Desenvolvimento
Em 1 de janeiro de 2019, uma centena de homens armados, vestindo os trajes dos caçadores dozos e apoiados por moradores das aldeias vizinhas, atacam a localidade de Koulogon, na comuna de Koulogon Habé, no Cercle de Bankass. Os atacantes, munidos com rifles de caça e armas automáticas e semi-automáticas, chegam na aldeia em motocicletas por volta das seis horas da manhã. Eles são identificados como dogons e estão equipados com armas pesadas e não com os rifles de caça tradicionais dos dozos. Dezenas de homens primeiramente dirigem-se à mesquita, onde abrem fogo. Os aldeões são mortos em suas residências. Alguns moradores tentam se refugiar na casa do chefe da aldeia, Moussa Diallo, mas este é assassinado, assim como vários membros de sua família, incluindo uma menina e mulheres idosas. As mulheres encontradas na casa da esposa do chefe da aldeia, no entanto, são poupadas pelos atacantes. Várias casas são incendiadas e os aldeões que sobrevivem aos assassinatos fogem.
O exército maliano desloca-se ao local nas horas seguintes ao massacre, mas a aldeia já estava totalmente abandonada.

## Vítimas
De acordo com o governo do Mali, o massacre provoca a morte de 37 civis. As vítimas incluem três mulheres e várias crianças. Várias pessoas também ficaram feridas. Os corpos são enterrados em uma vala comum.
Em 29 de janeiro de 2019, a MINUSMA e o Escritório do Alto Comissário das Nações Unidas para os Direitos Humanos (EACDH) relataram os resultados de suas investigações e alegaram que 36 civis morreram no massacre, incluindo uma mulher e quatro crianças, e que um dos atacantes também foi morto. Oito das vítimas foram executadas e queimadas em suas cubatas. Três corpos foram mutilados. Nove pessoas também foram feridas, incluindo uma mulher muito idosa que sucumbiu aos ferimentos em 14 de janeiro. Em 6 de junho 2019, a MINUSMA afirma que "o ataque deixou 37 mortos no local e duas outras pessoas sucumbiram por seus ferimentos."
A UNMISA e o EACDH especificaram que 173 cubatas e 59 dos 61 celeiros foram queimados ou saqueados, "privando assim os sobreviventes do ataque dos víveres indispensáveis para a sua sobrevivência".

## Inquérito
Em 6 de Junho 2019, a MINUSMA publica seu relatório sobre o massacre de Koulogon. Guillaume Ngefa, diretor da Divisão de Direitos Humanos da MINUSMA, declara: "Identificamos os autores do ataque de Koulogon. Estes são caçadores tradicionais dozos. Eles foram acompanhados por uma dezena de indivíduos em trajes civis. Estes indivíduos são formalmente identificados como residentes de aldeias vizinhas".